# Danica Simšič
Danica Simšič (22 febbraio 1955) è una politica slovena, sindaco di Lubiana dal 1º dicembre 2002 al novembre 2006.
| Controllo di autorità | VIAF (EN) 49154440116335340824 · CONOR.SI (SL) 17200739 |